# Papilio crino
Espèce
Papilio crino ou Paon à bandes commun est une espèce de lépidoptères (papillons) de la famille des Papilionidae. Cette espèce est présente dans le sud et l'est de l'Inde. Sa chenille se nourrit de Chloroxylon swietenia.

## Description

### Imago
L'envergure est comprise entre 10 et 16 cm. À l'avers les ailes antérieures sont noires et saupoudrées d'écailles vertes irisées. La partie médiane présente une bande irisée dont la couleur oscille entre le bleu-vert et le bleu-violet selon l'angle de vue. Les ailes postérieures sont noires saupoudrées d'écailles vertes irisées et prolongées par des queues. Elles portent une large bande de même couleur que celle des ailes antérieures, des lunules bleu-vert dans la partie marginales et une ocelle rose dans l'angle anal. L'extrémité des queues est de la même couleur que les bandes médianes. 
Au revers les ailes sont brun-gris, saupoudrées d'écailles jaunâtre et plus claires dans la partie marginale. Les ailes antérieures présentent une mince bande crème et les ailes postérieures portent dans leur partie marginale une série de lunules peu marquées blanches, orange et noires.

Le corps est noir, saupoudré d'écailles vertes irisées dans la partie supérieure.

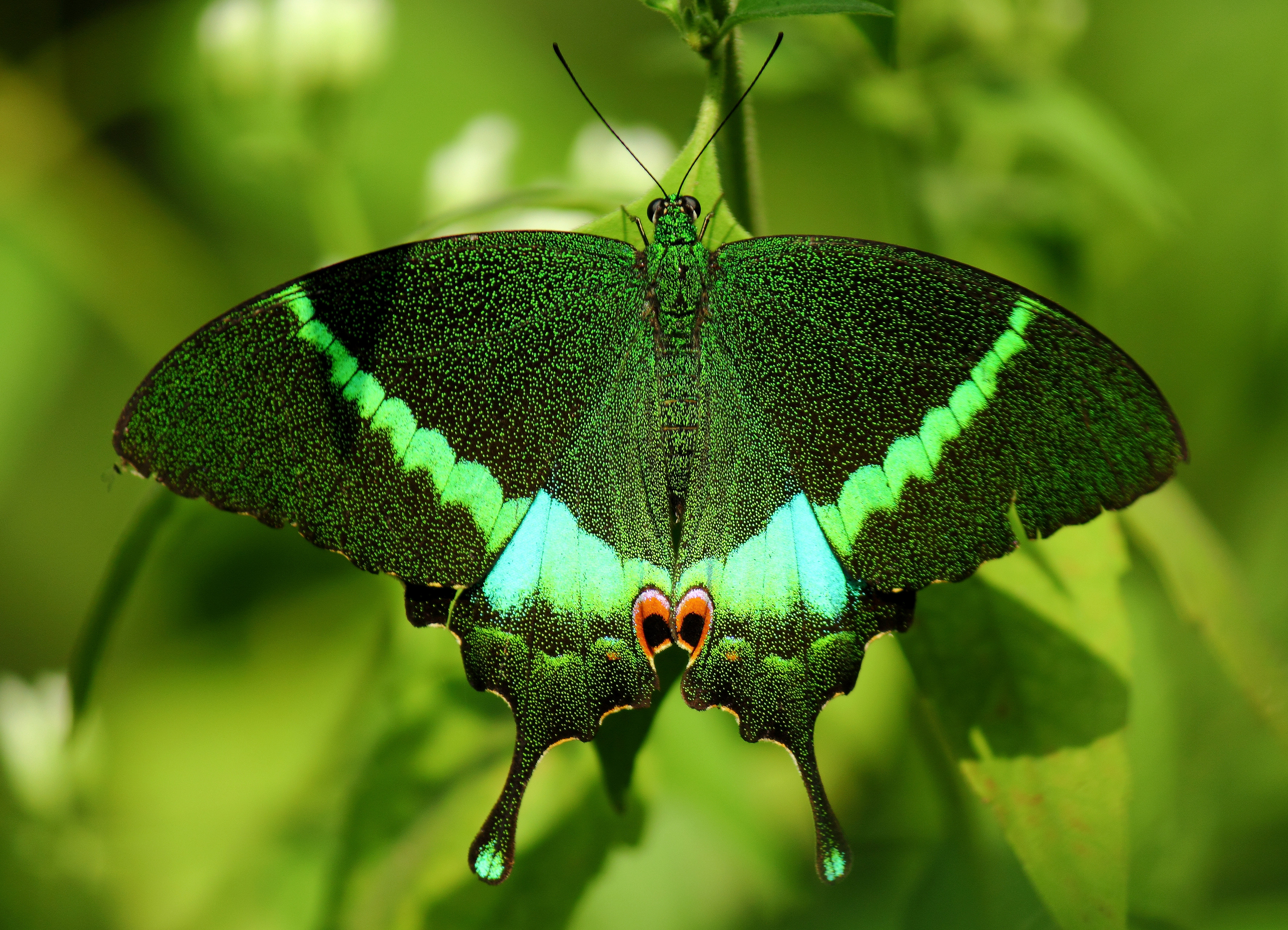
Imago
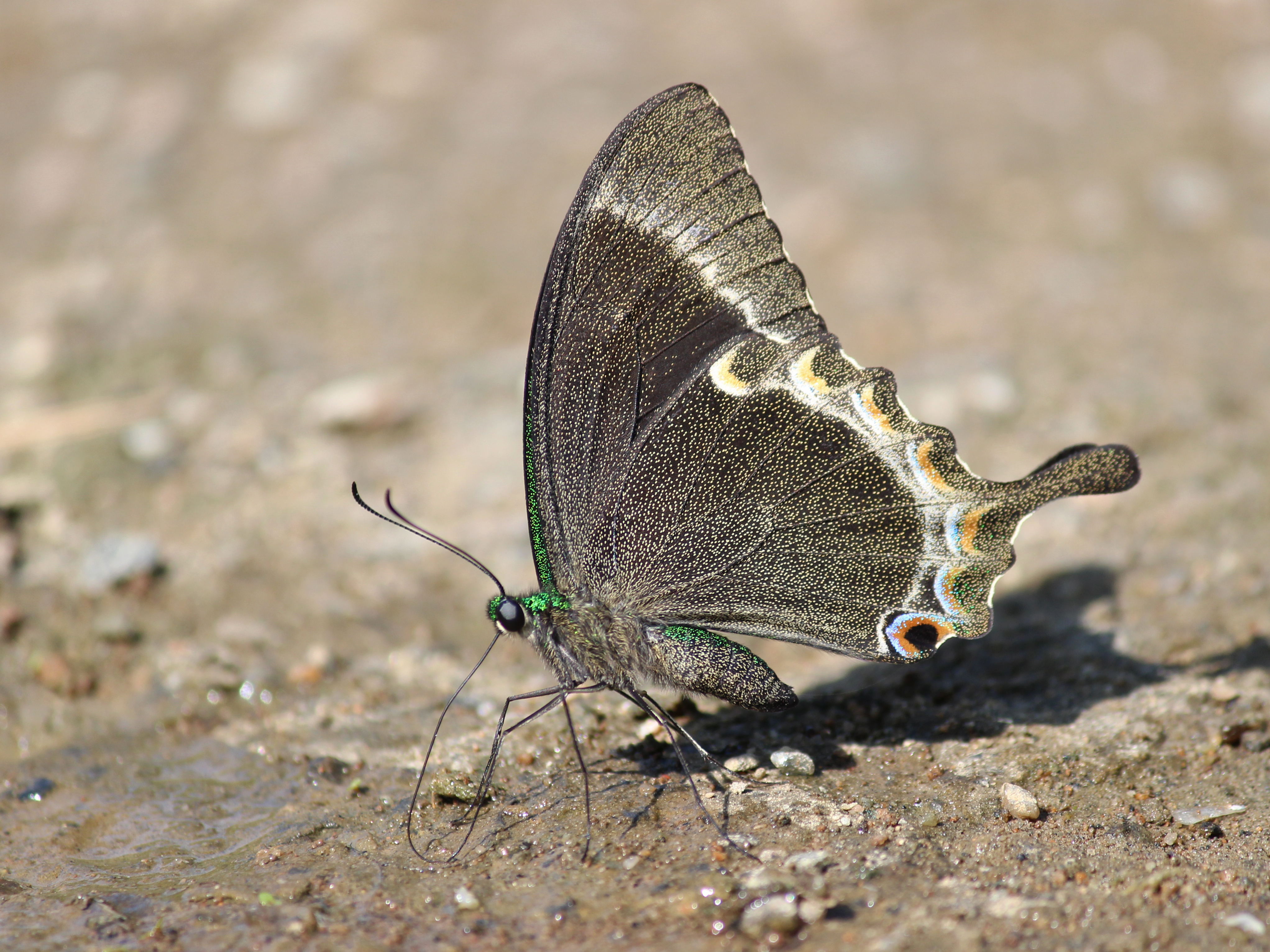
Imago ailes repliées
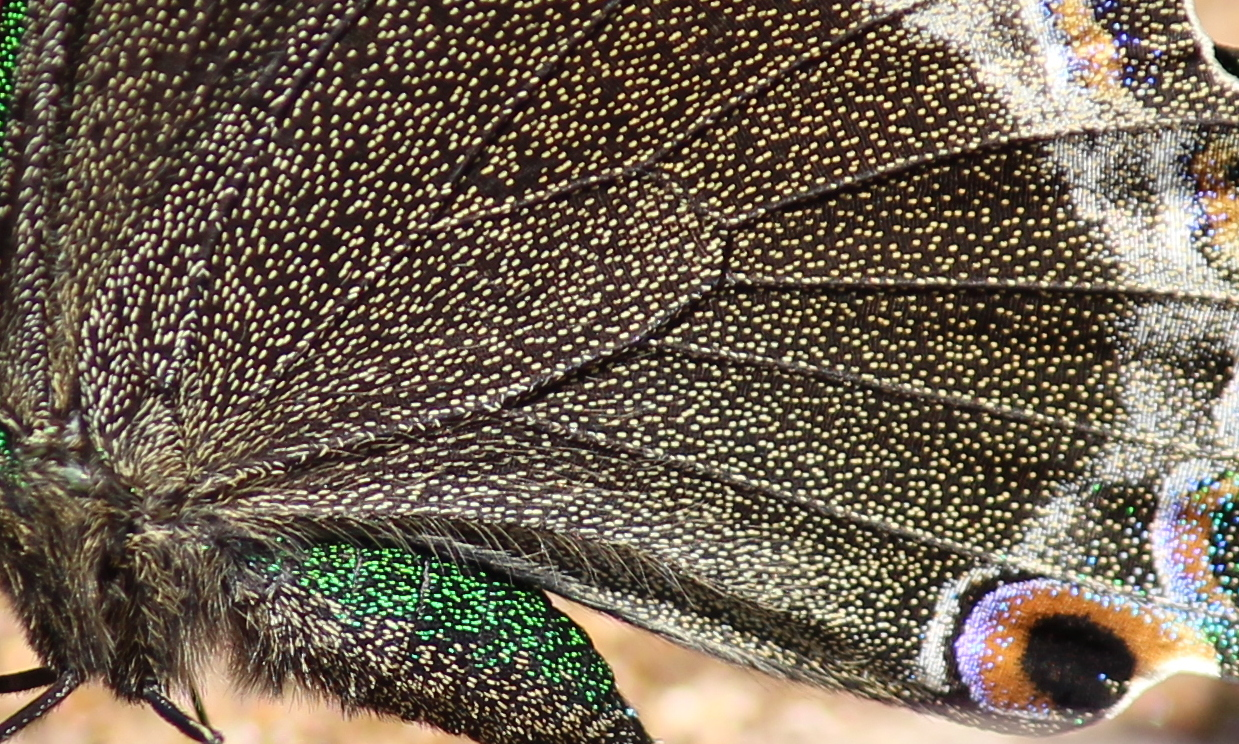
Gros plan sur les ailes

### Juvéniles
Les œufs sont lisses et sphériques. Les chenilles sont vertes et renflées à l'avant du corps. Elles portent une paire de cornes jaunâtres et barbelées sur la tête et une autre paire à l'arrière du corps. La taille des cornes diminue à chaque stade et elles disparaissent presque entièrement au dernier stade. Au dernier stade les chenilles portent un capuchon à l'avant du corps bordé d'une mince ligne jaune. Les chrysalides imitent une feuilles. Elles sont vertes et très arquées.

## Écologie
La femelle pond ses œufs isolément sur Chloroxylum swietenia, une espèce d'arbre des forêts tropicales humides. Les chenilles se nourrissent des feuilles de la plante-hôte et passent par cinq stades. Comme tous les Papilionides les chenilles portent derrière la tête un osmeterium orange, organe fourchu qui émet une substance malodorante, qu'elles déploient lorsqu'elles se sentent menacées. En outre elles se fondent facilement dans le feuillage grâce à leur couleur verte. Arrivée à maturité la chenille se change en chrysalide sur une branche. La chrysalide est maintenue à la verticale par une ceinture de soie.

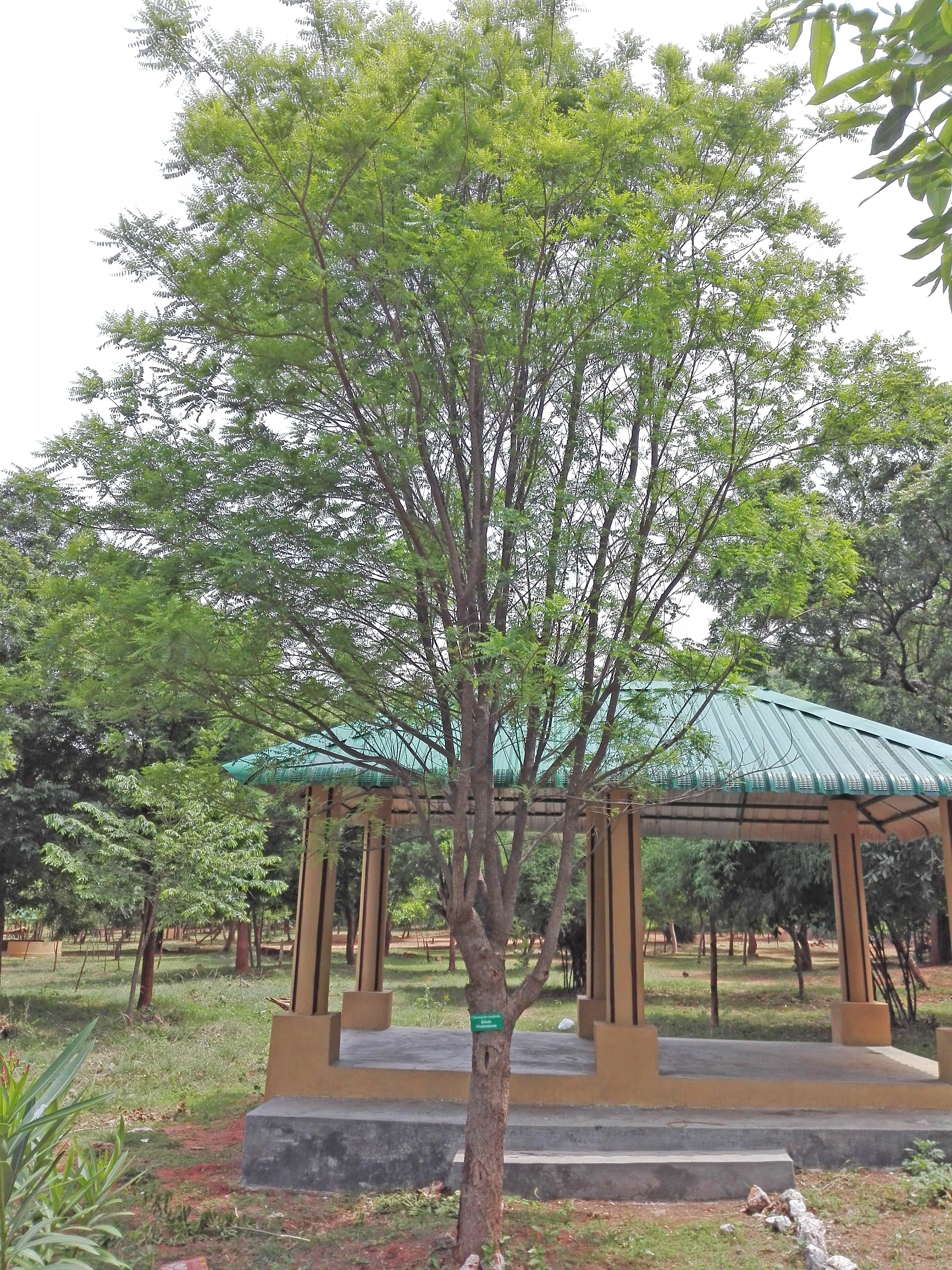
Chloroxylon swietenia
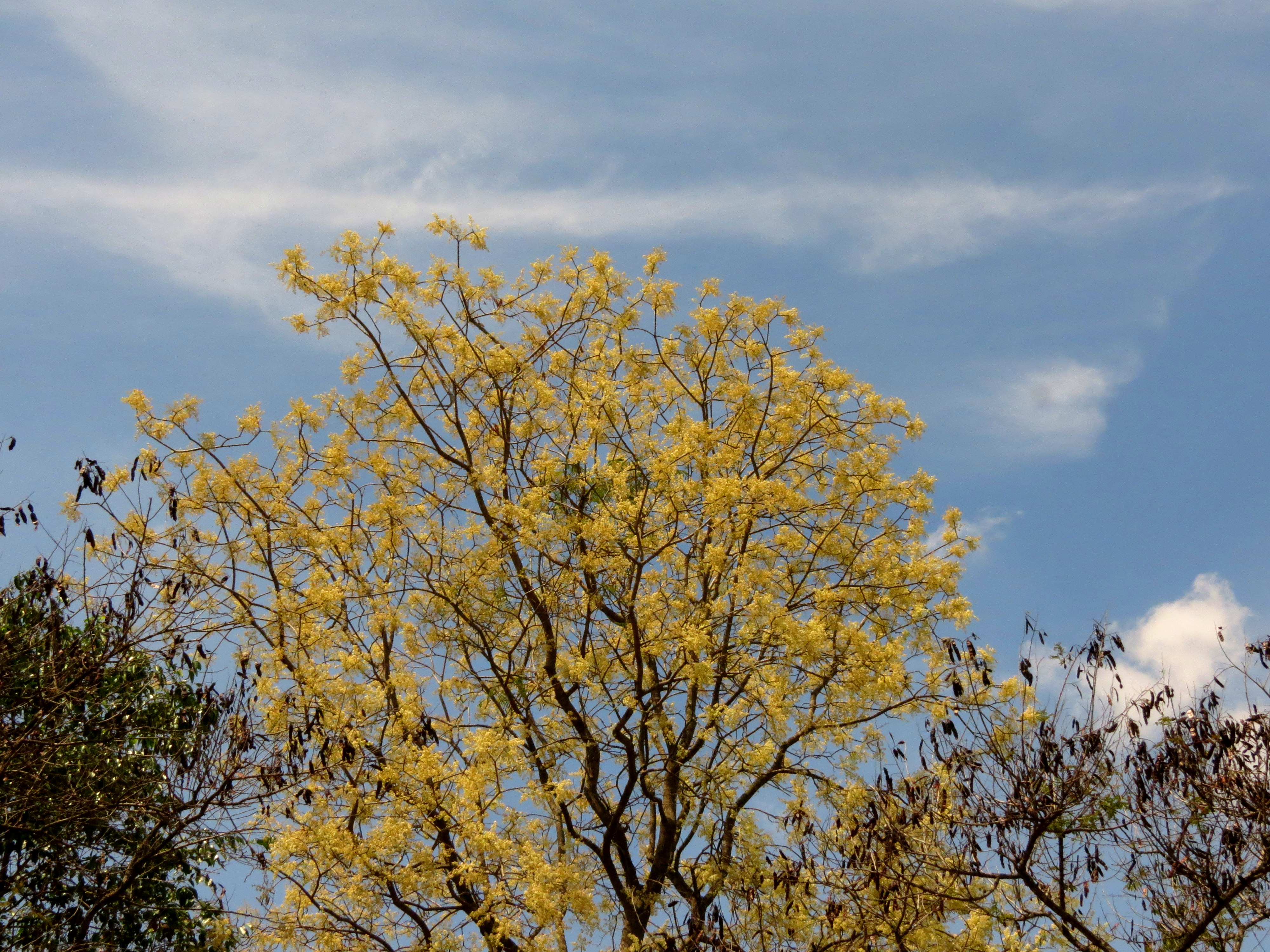
Chloroxylon swietenia en fleurs
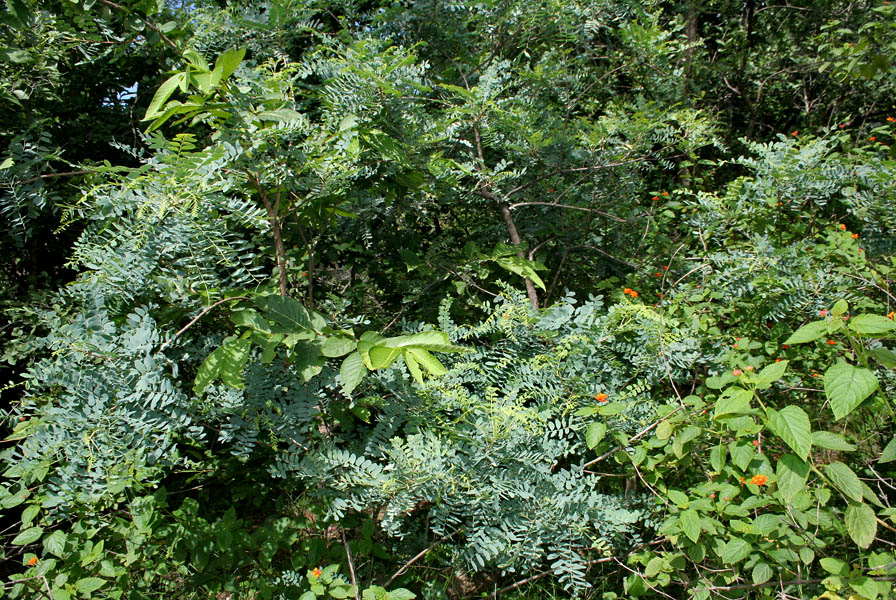
Chloroxylon swietenia (feuillage)

## Habitat et répartition
Papilio crino vit dans les forêts tropicales humides. L'espèce est présente dans le sud et l'est de l'Inde et au Sri Lanka.

## Systématique
L'espèce a été décrite pour la première fois par Johan Christian Fabricius en 1793 dans son Entomologia systematica. Fabricius pensait alors que l'espèce provenait d'Afrique.

## Papilio crinoet l'Homme

### Nom vernaculaire
L'espèce est appelée "Common banded peacock" en anglais.

### Menaces et conservation
Papilio crino ne fait pas l'objet d'une évaluation par l'UICN. L'espèce n'est pas considérée comme menacée, bien que sa plante hôte soit considérée comme vulnérable par l'UICN.